# 清武インターチェンジ
清武インターチェンジ（きよたけインターチェンジ）は、宮崎県宮崎市清武町船引にある東九州自動車道のインターチェンジ。県道371号清武インター線（後述）を経由して国道269号・県道338号大久保木崎線に接続する。

## 歴史
- 2000年（平成12年）3月25日：宮崎西IC - 清武JCT間開通に伴い、供用開始[1]。

## 周辺
- 宮崎市清武地区（旧清武町）
  - 宮崎市役所 清武総合支所
  - 清武駅（JR日豊本線）
  - 宮崎国際大学・宮崎学園短期大学
  - 清武小学校 / 中学校
  - 清武町文化会館
  - 宮崎県建設技術センター
  - ラピスセミコンダクタ宮崎工場
  - SUMCO TECHXIV宮崎工場
  - 安井息軒旧宅
  - クロスモール清武
- 宮崎学園都市
  - 国立大学法人 宮崎大学

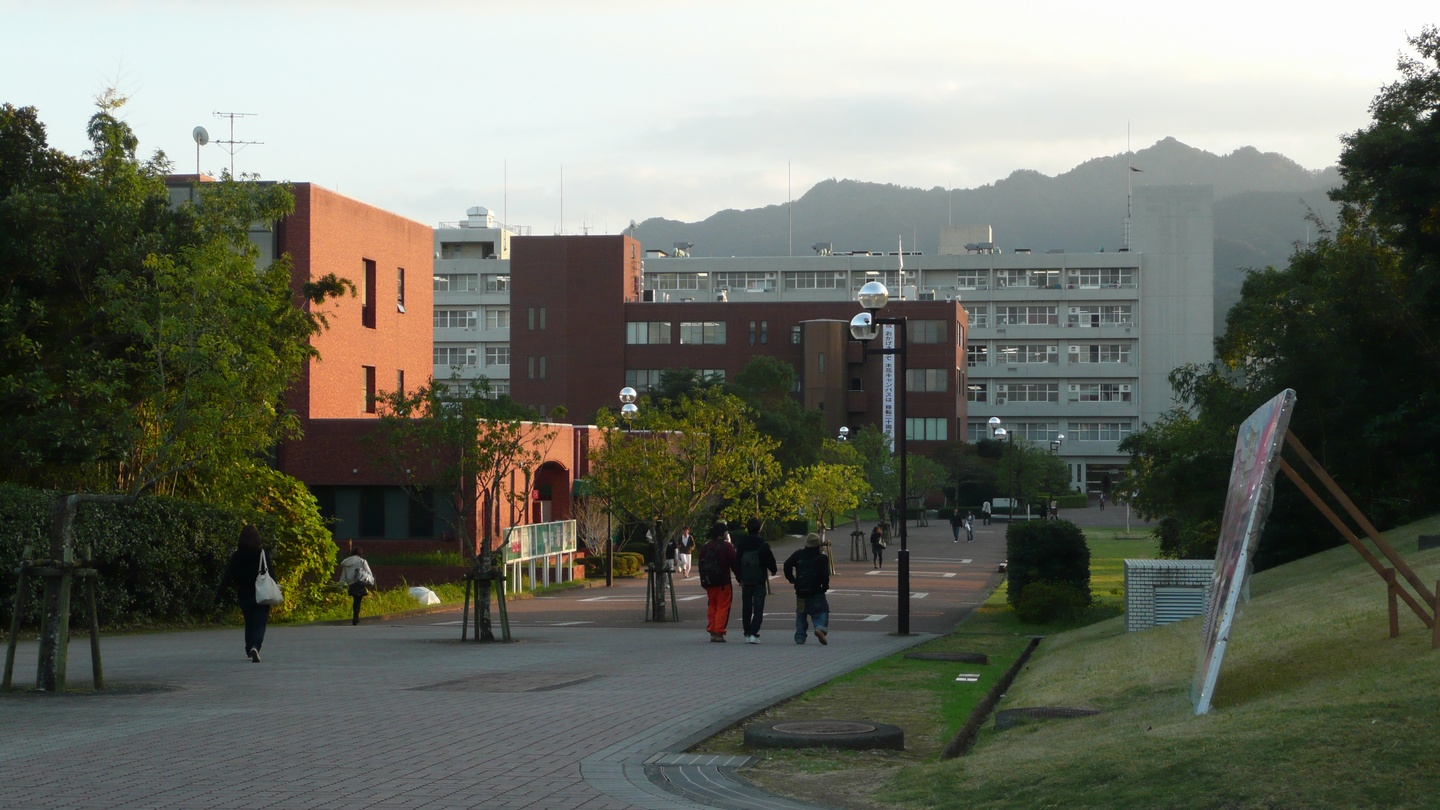
宮崎大学（木花キャンパス）

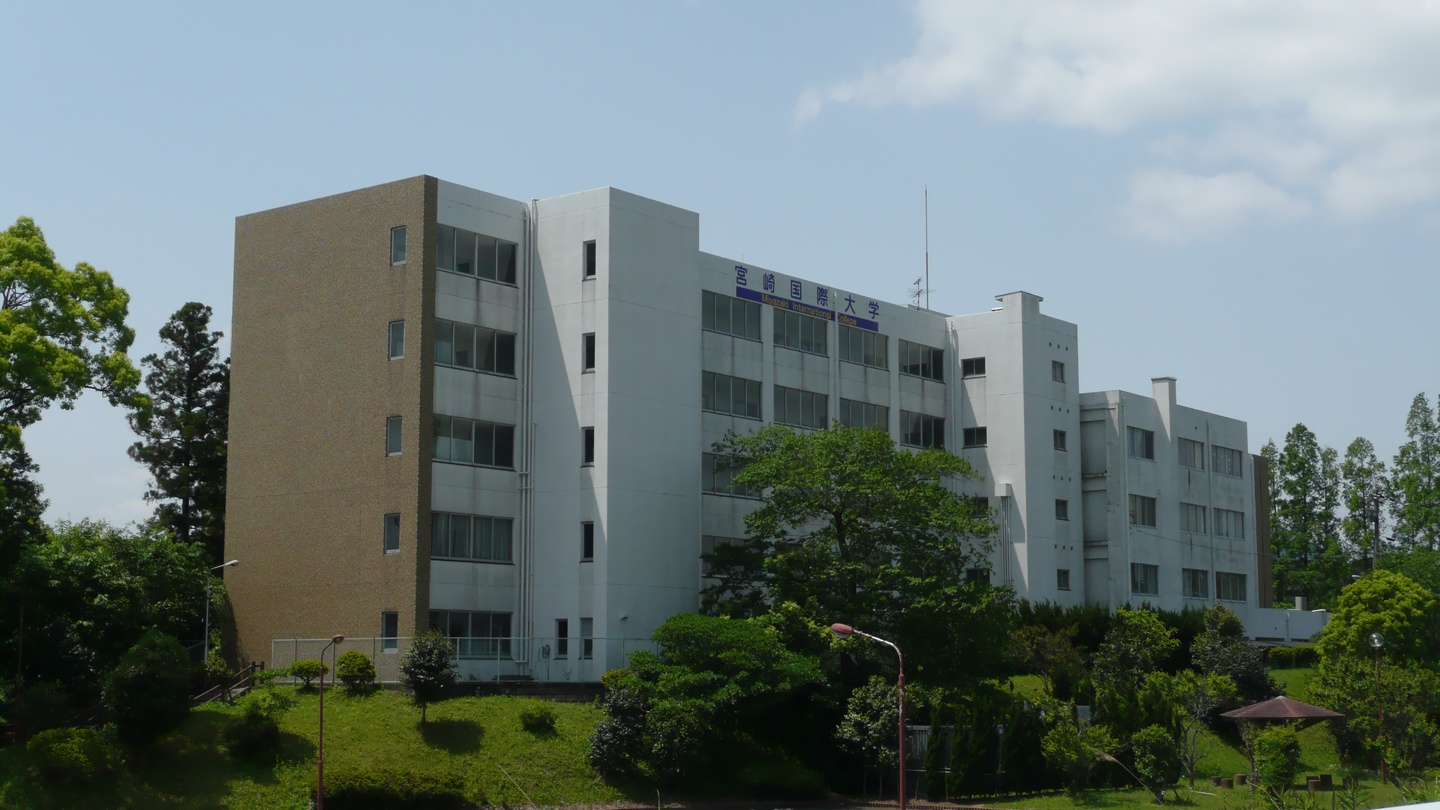
宮崎国際大学

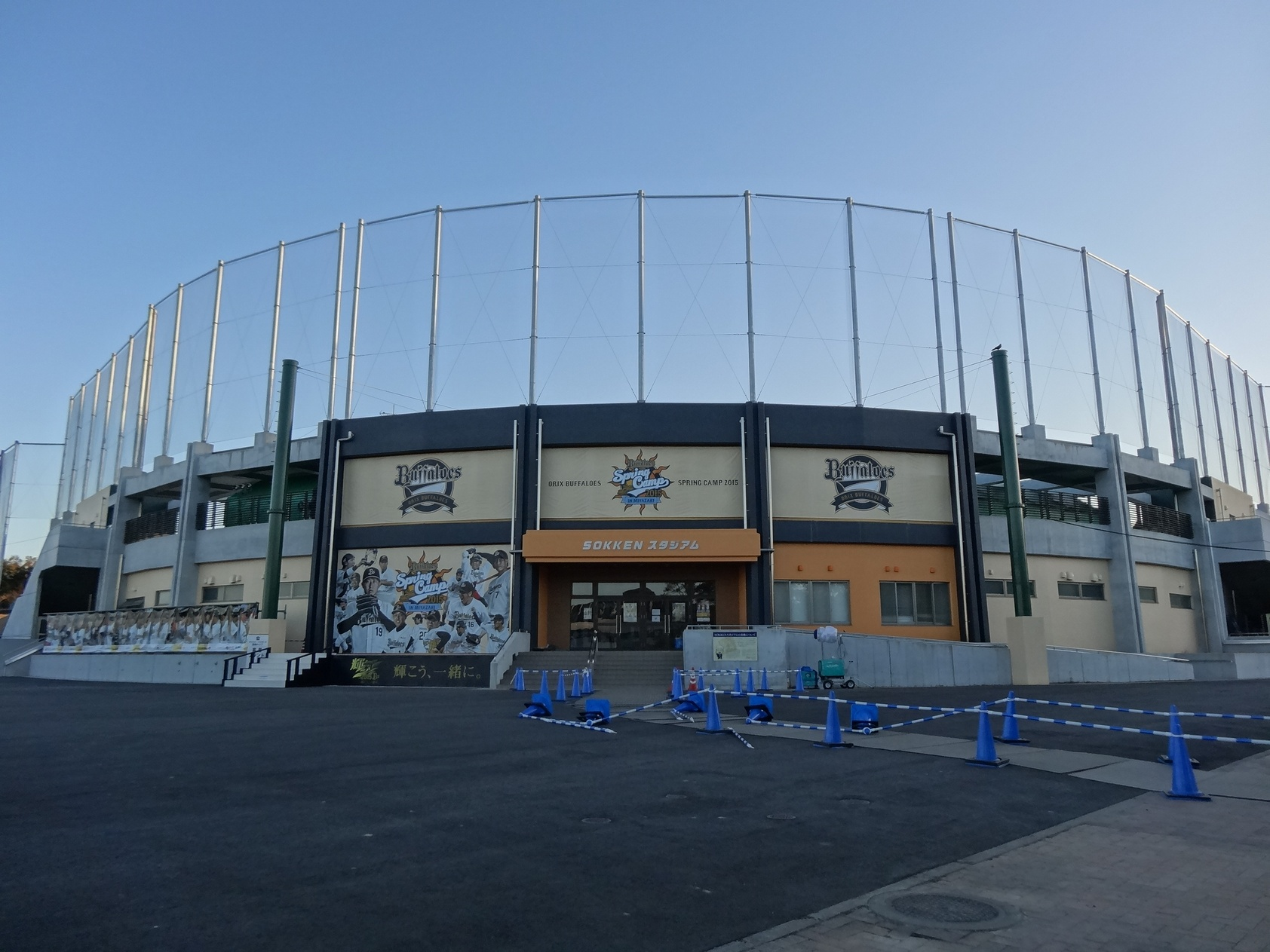
宮崎市清武総合運動公園
（SOKKENスタジアム）

    - 木花キャンパス（大学本部・教育学部・農学部・工学部・地域資源創成学部）
    - 清武キャンパス（医学部・医学部附属病院）

  - 学園木花台小学校
  - 木花小学校 / 中学校
  - 宮崎市役所 木花地域センター
  - 木花駅（JR日南線）
- 宮崎県立看護大学
- 清武城
- 清武温泉
- 宮崎市清武総合運動公園SOKKENスタジアム（オリックス・バファローズキャンプ地）

## 接続する道路
いずれも大久保交差点（通称）で接続。料金所と大久保交差点の間は県道清武インター線で結ばれている。
- 国道269号
- 宮崎県道338号大久保木崎線

## 料金所

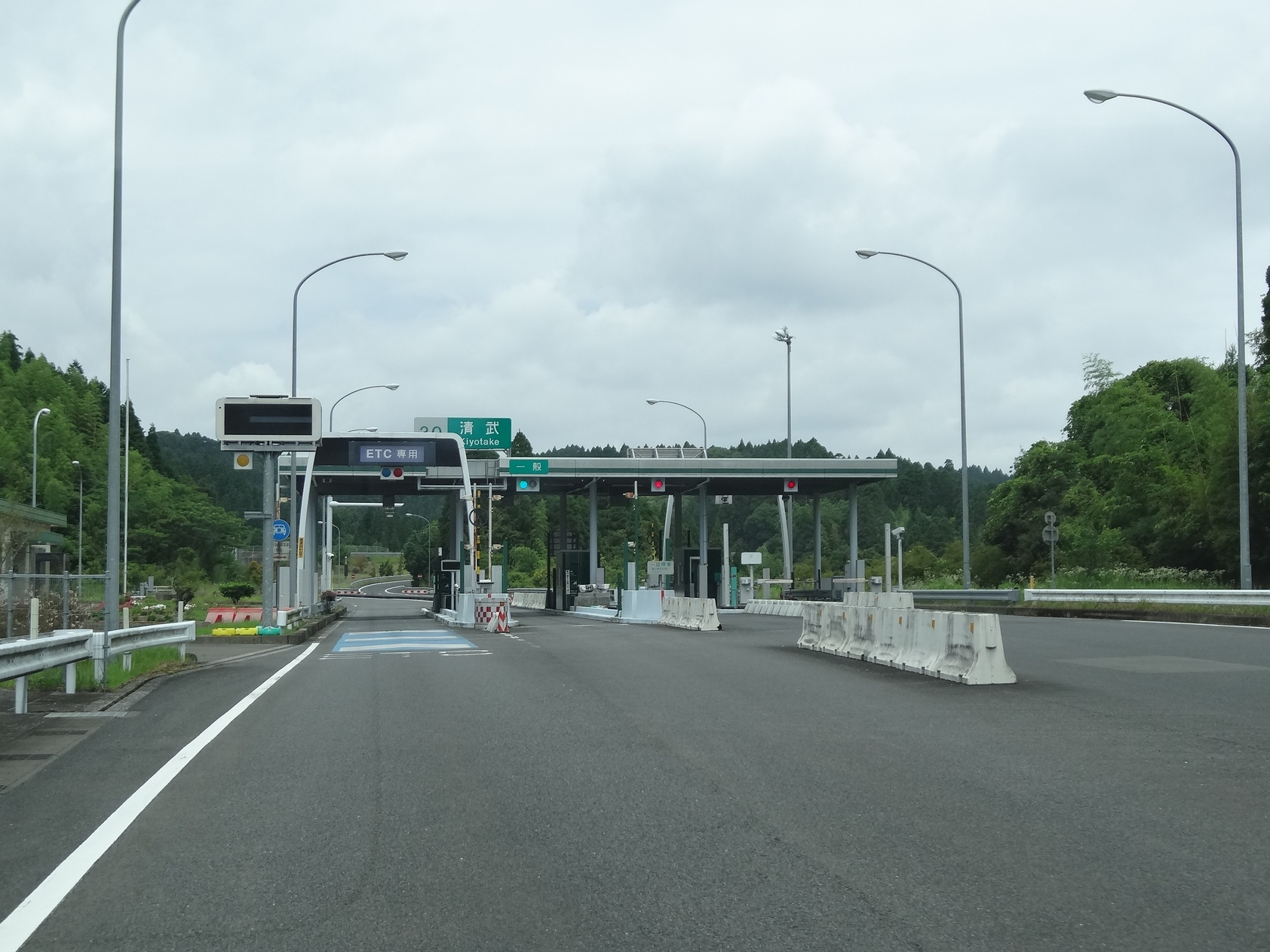
料金所（2013年撮影）

- ブース数：4

### 入口
- ブース数：2
  - ETC専用：1
  - 一般：1

### 出口
- ブース数：2
  - ETC専用：1
  - 一般：1

## 清武インター線
宮崎県道371号清武インター線は宮崎県管理の一般県道。1995年3月31日に宮崎県告示431号により指定された。全線を通して駐停車禁止ではあるが自動車専用道路ではないなど、高速道路とは別個の扱いがなされている。総延長は1,166メートル。
宮崎市清武町今泉の大久保交差点（国道269号交点、県道338号起点。現地表記）を起点とし、同市清武町船引を終点とするが、区間内には標識はなく終点の位置も現地走行では明瞭ではない。一部の道路地図では清武ICの一部として扱われている。

## 隣
E10 東九州自動車道
(29)宮崎西IC - 宮崎PA - (30)清武IC - (4-1)清武JCT - 清武南TB - (30-1)清武南IC